# Диксон, Мейнард
Мейнард Диксон (англ. Maynard Dixon; 24 января 1875, Фресно, Калифорния — 11 ноября 1946, Тусон, Аризона) — американский художник, известный своими картинами, изображающими американский Запад. Диксон считается одним из лучших художников, которые писали пустынные пейзажи юго-запада США и элементы культуры индейских племен, в частности Навахо и Хопи, данному творческому пути он посвятил большую часть своей жизни. Период его творчества охватывает период с конца XIX века и первой половины XX века. Имел прозвище «Последний ковбой Сан-Франциско».
Благодаря своей работе с Galerie Beaux Arts, кооперативной галереей в Сан-Франциско, Диксон сыграл ключевую роль в обеспечении поддержки Западным побережьем работ местных художников.

## Биография
Известен картинами, которые изображали американский Запад. Считается одним из лучших художников американского юго-запада. По большей части в своем творчестве изображал культуру индейцев и ландшафты Юго-Запада США из под его кисти были показаны красоты Аризоны, Нью-Мехико, в частности Зайон, резервация и народ Хопи, Шип-рок и прочее природные достопримечательности юго-запада США.
Был женат на фотографе Доротее Ланж, а затем на художнице Эдит Хэмлин.

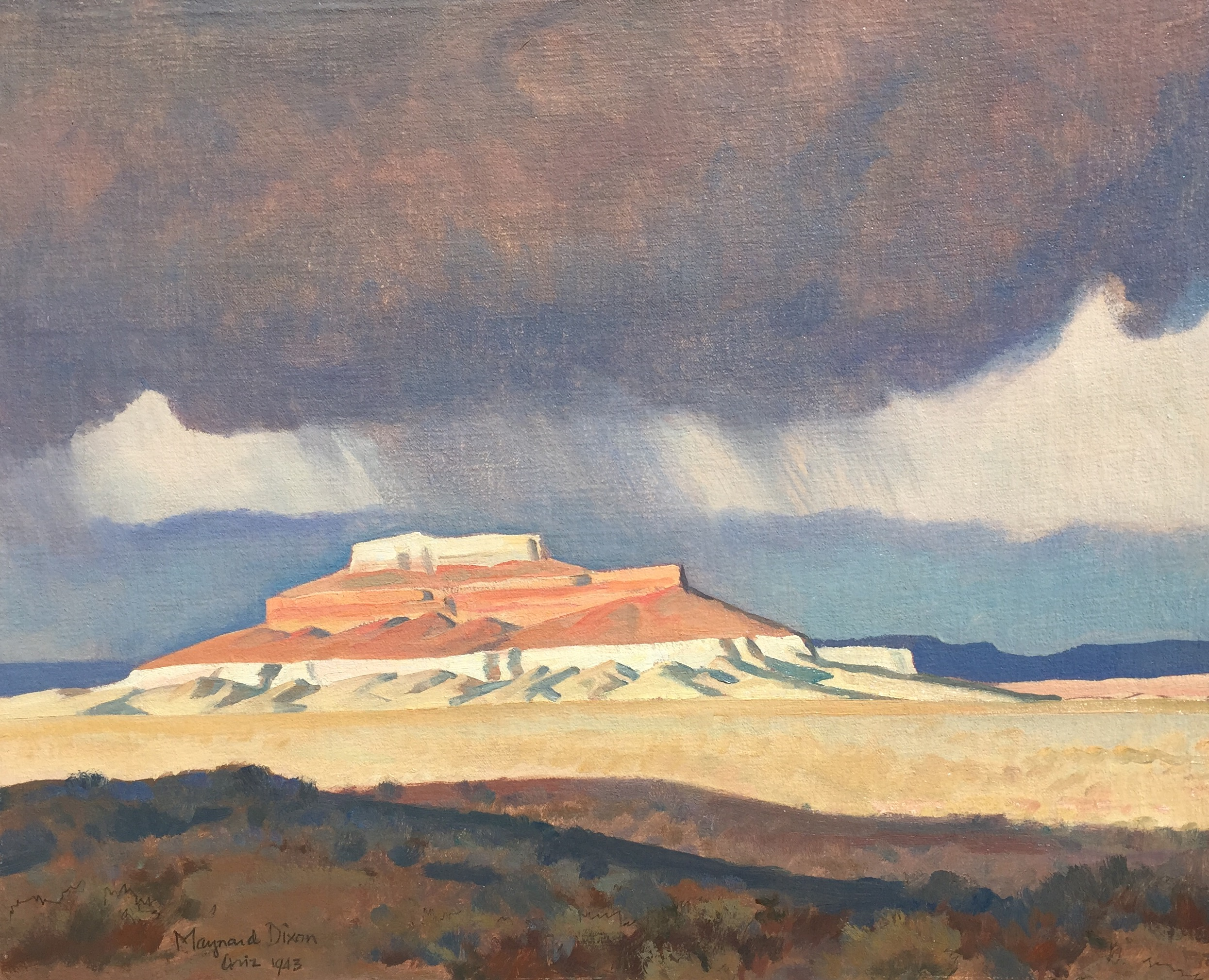
«Гром над Шип-роком» Мейнард Диксон

### Ранние годы
Лафайет Мейнард Диксон родился во Фресно, штат Калифорния.
Его семья происходила из аристократического рода конфедератов Вирджинии. После окончания Гражданской войны в США переехали в Калифорнию. Его отцом был Генри «Гарри» Сент-Джон Диксон, бывший офицер Конфедератов, ставший владельцем ранчо. Его мать, Констанс Мейнард, хорошо образованная дочь офицера ВМС из Сан-Франциско, любила классическую литературу и поощряла сына в писательском ремесле и рисовании. Его брат Гарри Сент-Джон Диксон был кузнецом.
В 1893 году переехал в Сан-Франциско и учился у в Калифорнийской школе дизайна (ныне Институт искусств Сан-Франциско) его преподавателем был Артур Мэтьюз.
Он сдружился с художником-тоналистом Хавьером Мартинесом, они путешествовали в Монтерей и Пойнт-Лобос чтоб найти сюжеты и вдохновения своих работ.

## Карьера
В 1900 году посещал Аризону и Мексику, позже сопровождал художника Эдварда Борейна в конной поездке по нескольким западным штатам.
Он организовал дебютную выставку будущего знаменитого скульптора Артура Патнэма в «комнате для шуток» пресс-клуба Сан-Франциско. Поездка Диксона по Аризоне, и в Гвадалахару в марте и апреле 1905 года вместе с мексиканским художником Хавьером Тимотео Мартинесом привлекла большое внимание прессы.
На свою первую выставку Диксон дал четыре картины маслом на выставке «Современное искусство с американского Запада», куратором выставки была известная импрессионистка Дженни В. Кэннон в Университете Аризоны в Тусоне в декабре 1912 года.
Под влиянием Панамско-Тихоокеанской международной выставки 1915 года Диксон начал искать новый стиль, отходя от импрессионизма и переходя к более простому, более современному стилю. Женитьба на Дортее Ланж оказала большое влияние на его искусство. В последствии их брака у них родились двое детей. После этого стиль его кардинально изменился в сторону более мощных композиций с акцентом на дизайн, цвет и самовыражение.
В 1917 году, в поддержку вступления США в Первую мировую войну, Диксон присоединился к Ли Фрицу Рэндольфу, Брюсу Нельсону и другим художникам в комитете по созданию камуфляжа для армии США.
В 1923 год Мейнард Диксон жил в резервации Хопи и писал картины изображающих культуру и быт этого племени индейцев.
В 1933 год ознаменовался для художника плодотворным периодом творчества путешествуя в национальном парке Зайон написал около 40 картин.
Во время Великой депрессии М.Диксон написал серию полотен в стиле социального реализма, изображающих забастовки моряков и портовых рабочих.
В 1939 году он со второй женой построил летний дом в Маунт-Кармел, где влился в местное сообщество и нашёл друзей, а также писал картины, вдохновленный местными природными ландшафтами. Он жил рядом с тополями вдоль старого ирригационного канала и совершал короткие походы на плато, где проводил время в тишине за написанием картин. На зимние месяцы уезжал в Тусон, где у пары также был дом и студия.
В 1946 году Мейнард умер в своем доме в Тусоне.

## Творчество
Известен как иллюстратор книг в особенности романа Ф.Г Балча «Мост богов: Роман об индейцах Орегона».
Помимо живописи, он также писал стихи.

В статье в California Historical Quarterly его поэзия описывается как 
«Очень компетентная, а иногда и превосходная».

## Наследие
Весной 1947 года его вдова Эдит Хэмлин привезла его прах в Маунт-Кармел, где она похоронила его на высоком утесе над художественной студией, которая строилась на его территории. Это было сделано по его просьбе, и она посчитала это подходящей данью уважения, куда его друзья могли прийти, чтобы выразить свое почтение и увидеть землю, которую он любил.
Наибольшая коллекция работ Диксона находится в Университете имени Бригама Янга, в Музее искусств.
Есть два музея, посвященных его жизни и работам. Дом и студия Мейнарда и Эдит Хэмлин Диксон, управляемые фондом Thunderbird Foundation — они предлагают экскурсии в Маунт-Кармел, штат Юта. Фонд работает над созданием отдельного музея и регионального художественного центра, в котором будут представлены работы Мейнарда Диксона, а также современные работы местных художников.
В галерее Mark Sublette Medicine Man Gallery в Тусоне, штат Аризона, есть музей Мейнарда Диксона. Работы Диксона включают картины, акварели, пастели, рисунки, поэзию и иллюстрации.
Полнометражный документальный фильм Maynard Dixon: Art and Spirit (2007) был снят Джейн Маккей и включает откровенные комментарии их детей и большой семьи. Телевизионная программа «Мейнард Диксон: Снова в пустыню» (2007) была создана KUED-TV.
Перед Western Spirit: Музеем американского Запада в Скотсдейле находится статуя Мейнарда Диксона.